# Национальная школа искусств имени Микалоюса Константинаса Чюрлёниса
Национа́льная шко́ла иску́сств и́мени Микало́юса Константи́наса Чюрлёниса (лит. Nacionalinė Mikalojaus Konstantino Čiurlionio menų mokykla) — специализированное учебное заведение в Вильнюсе для одарённых детей Литвы, основанное в 1945 году.
Располагается в районе Антакальнис на улице Т. Косцюшкос (T. Kosciuškos g. 11. Имеются отделения музыки (основано в 1945 году), балета (основано в 1952 году; в 1986—2001 годах отдельное Вильнюсское балетное училище), изобразительного искусства (основано в 1960 году). Имеется интернат на 200 мест. С 1948 года преподаются также общеобразовательные предметы. В 2002/2003 учебном году обучалось 854 учащихся, работало 283 педагогов. К 2002 году школу окончило 1978 учеников (1086 музыкантов, 679 художников, 238 танцоров).

## История
В 1945 году при Вильнюсской консерватории была основана 10-летняя музыкальная школа. В 1957—1960 годах она работала как Вильнюсская специальная музыкальная школа, в 1960—1965 годах носила название Вильнюсской средней школы-интерната искусств, в 1965—1994 годах — Вильнюсской средней школы-интерната искусств имени М. К. Чюрлёниса. В 1994—2001 годах называлась Вильнюсской гимназией искусств имени М. К. Чюрлёниса, с 2001 года — Национальная школа искусств имени Микалоюса Константинаса Чюрлёниса.

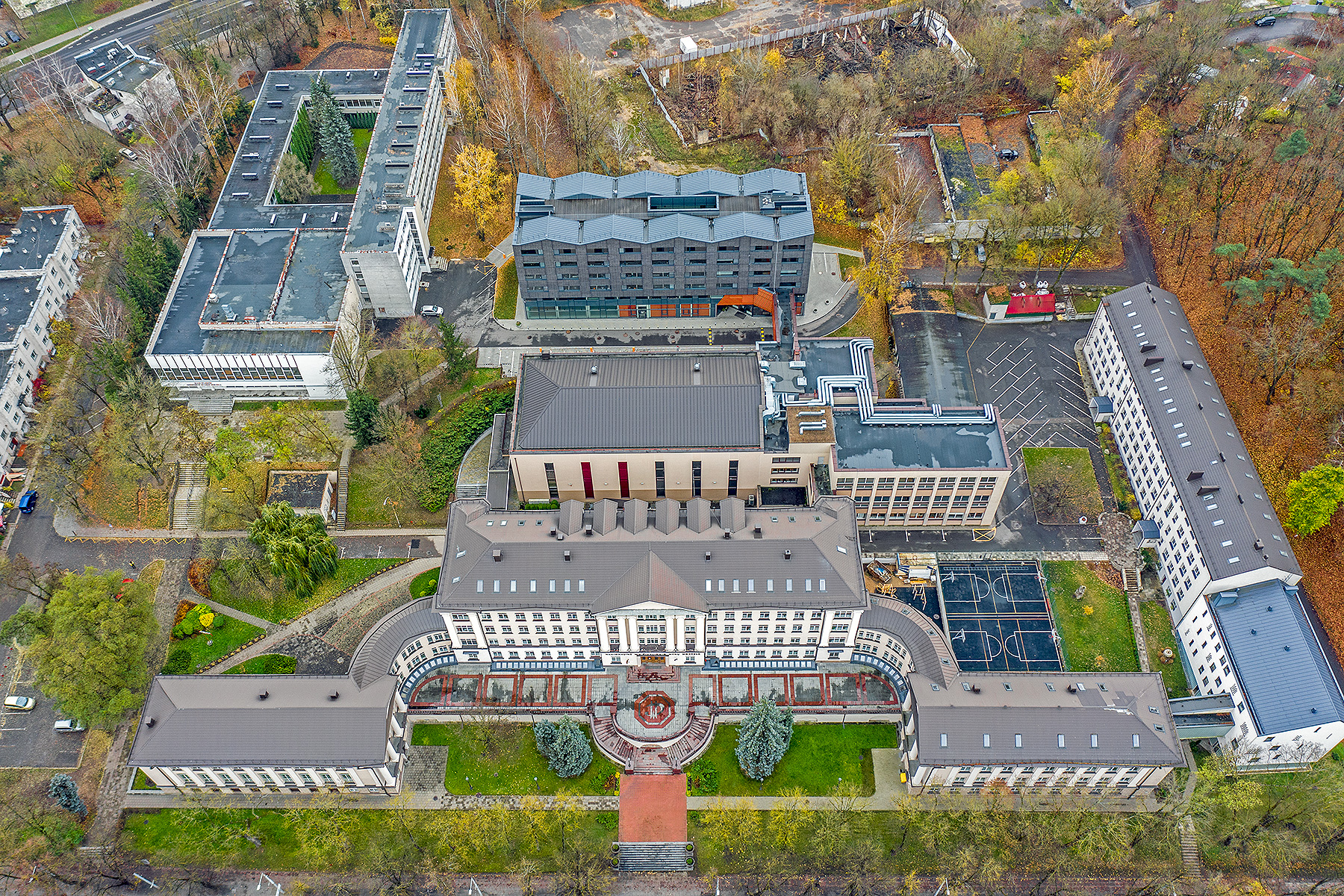
Школа искусств в 2020 году

Директорами школы были хормейстер и композитор Домас Андрулис (1945—1947), композитор, органист, хоровой дирижёр Йонас Бендорюс (1947), Людмила Кяжялите (1947—1956), Вероника Факеевайте (1956—1959), Вацловас Фурманавичюс (1959—1960), пианист Дайнюс Тринкунас (1960—1970), Витаутас Серейка (1970—1983), Александрас Юргелёнис (1983—1994), Ромуалдас Кондротас (1994—2020). С 2020 года — Дайнюс Нумгаудис.

## Отделение музыки
На отделении музыки обучаются игре на фортепиано, струнных и духовых инструментах, хоровому дирижированию, теории и истории музыки. С 1972 года действует школа Мини музы для детей 5—6 лет. В 2002 году основан симфонический оркестр школы; в 1950 году образованы струнный оркестр, имеются два ансамбля скрипачей, четыре хора. С 1994 года в школе устраиваются республиканские конкурсы чешской фортепианной музыки, с 2000 года — конкурсы И. С. Баха.

## Отделение балета

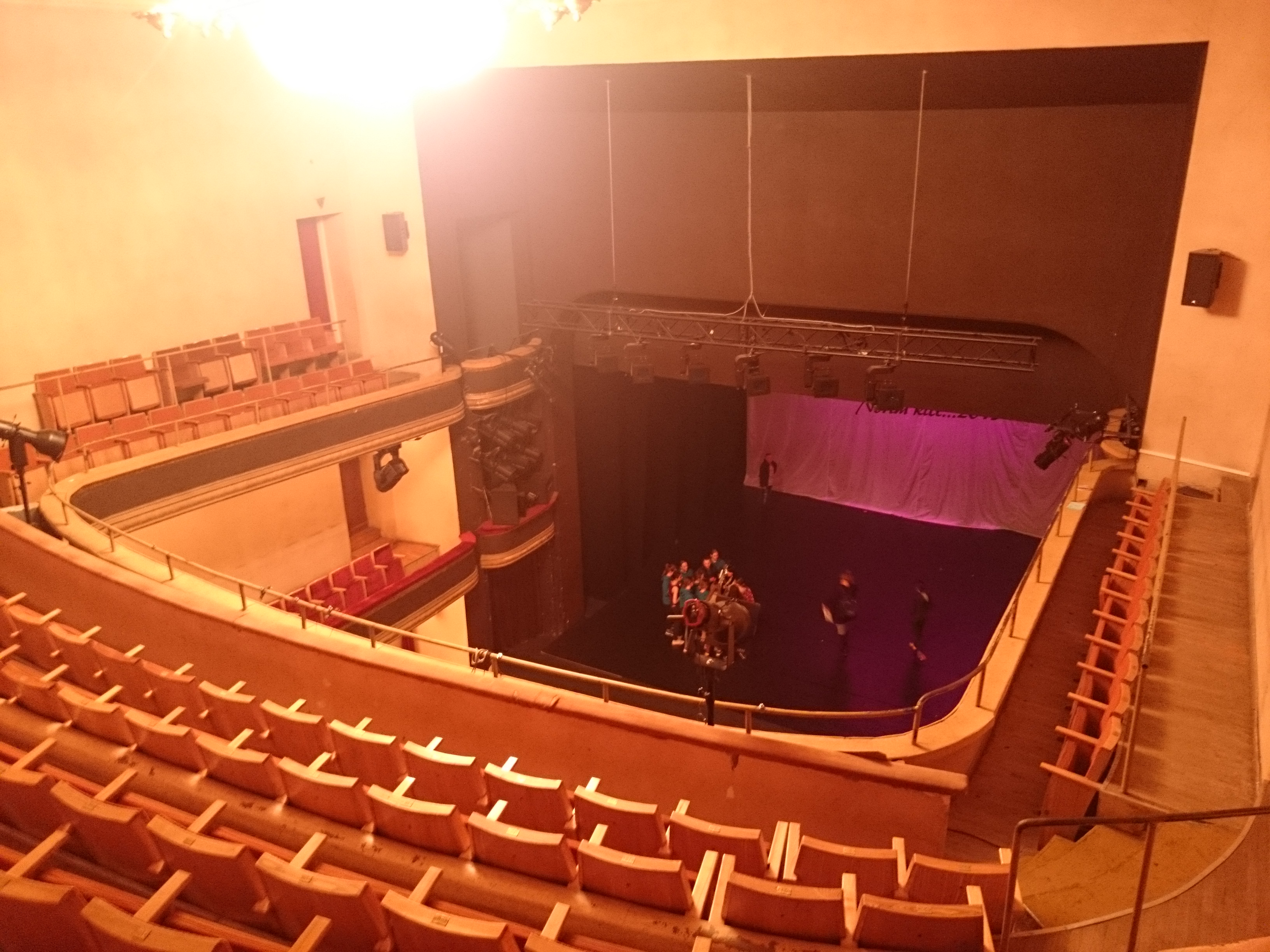
Театральный зал, 2015 год

Отделение балета основано в 1952 году по инициативе балетмейстеров Витаутаса Гривицкаса, Михаила Моисеева и педагога Клавдии Сальниковой-Моисеевой. Готовит артистов балета для Литовского национального театра оперы и балета, Каунасского и Клайпедского музыкальных театров. Учащиеся отделения принимают участие в спектаклях Литовского театра оперы и балета и международных фестивалях. Выпускники отделения танцуют также в зарубежных балетных труппах, работают хореографами в различных театрах.
 Среди именитых выпускников: Эгле Шпокайте, Вольдемарас Хлебинскас, Анжелика Холина.

## Отделение изобразительного искусства
Отделение изобразительного искусства в 1960 году основал художник витражист Антанас Гарбаускас и руководил им до 1993 года. На отделении обучаются живописи, графике, скульптуре, дизайну.